# Institut supérieur d'ingénierie et des affaires
 (avril 2025).
L'article doit être relu — et modifié si nécessaire — par des contributeurs indépendants pour apporter un regard critique aux contributions effectuées en violation des conditions d'utilisation de Wikipédia, tant sur la forme (notamment concernant le style encyclopédique, la proportionnalité) que sur le fond (la neutralité de point de vue, la qualité et l'indépendance des sources).
 (juillet 2017).
L'Institut supérieur d'ingénierie et des affaires (en arabe : المعهد العالي للهندسة و إدارة الإعمال), ou ISGA, est un institut d’enseignement supérieur privé d’ingénierie et de management créé en 1981, dont le siège est situé route d'El Jadida à Casablanca.

## Histoire
1981 : Création de l'IGA : Institut Technique de Gestion Appliquée.
1984 : Création de l'ISGE : Institut Supérieur du Génie Electrique
1994 : Fusion de l'IGA et l'ISGE, création d'un nouveau nom de l'IGA (Institut Supérieur du Génie Appliqué)
1996 : Ouverture de l'IGA Rabat
2005 : Ouverture de l'IGA Marrakech
2008 : Ouverture de l'IGA Fès
2016 : Relooking du Logo vers ISGA (Institut Supérieur D'Ingénierie & des Affaires)
2017 : Ouverture du Campus ISGA Casablanca 
2021 : ISGA rejoint le groupe Edvantis 

## Établissements et Cursus
L’ISGA : 2 écoles, 4 campus au Maroc
- ISGA Casablanca;
- ISGA Rabat;
- ISGA Marrakech;
- ISGA Fès;

### 1 cursus d’ingénieur, 4 spécialisations
Le cursus de ISGA Ingénieurs se compose de 5 années d’études, que l’on peut rejoindre à tout niveau.  
Le cycle d’ingénieur est proposé sur les 4 campus du Maroc (Rabat, Casablanca, Marrakech, Fès). Une mobilité entre certains campus est proposée afin de faire vivre à l’étudiant une expérience multiple et sur-mesure, en fonction de ses besoins de formation et de ses envies personnelles.  
La réussite du programme est sanctionnée par le diplôme de l’ISGA Ingénieurs, équivalent au diplôme d’ingénieur d’État.  

### 1 cursus de Management, 3 spécialisations
L’étudiant a la possibilité d’obtenir un double diplôme en France pendant sa 5e année (diplôme d’ingénieur de l’État français).   
Le programme de l’ISGA Management propose 5 années d’études, que l’on peut rejoindre à tout niveau après Bac (Bac +1, +2, +3, +4). Le cursus est accessible dans les 4 campus du Maroc (Rabat, Casablanca, Marrakech, Fès).
La réussite du programme est sanctionnée par le diplôme de l’ISGA Management , reconnu par l’État.

## Vocation
La vocation de l’ISGA est de former des hommes et des femmes créatifs, audacieux, producteurs de valeur pour les entreprises et pour la société.
Notre approche pour y parvenir est de composer des parcours de formation répondant aux attentes du marché de l’emploi mondial, hybrides et personnalisés en fonction des aptitudes et des objectifs de chacun, de les inscrire dans des pratiques expérientielles et collaboratives et de les adapter à un contexte mouvant et globalisant.  

## Partenariats internationaux
ISGA a établi des conventions de coopération avec des établissements d'études supérieures. Quelle que soit la filière, en ingénierie ou en management, un cursus bi-diplômant international est offert aux étudiants.
- INSA
- AIVANCITY
- LE MANS
- EXCELIA
- UBS
- UNIVERSITE POLYTECHNIQUE [4]